# Philodoria touchardiella
Philodoria touchardiella är en fjärilsart som först beskrevs av Otto Herman Swezey 1928.  Philodoria touchardiella ingår i släktet Philodoria och familjen styltmalar. Inga underarter finns listade i Catalogue of Life.